# Despatin et Gobeli
Despatin et Gobeli est un duo d'artistes plasticiens photographes portraitistes français.

## Biographie
François Despatin (Français) est né le 25 juin 1949 à Dijon, Christian Gobeli (Franco-Suisse) est né le 4 octobre 1949 à Strasbourg. Ils se sont rencontrés en septembre 1968 à Paris et travaillent ensemble depuis 1969. Ils sont spécialisés dans les portraits.
En 1974, ils s'installent chez le sculpteur Ipousteguy à Choisy-le-Roi. Pendant dix ans, ils réalisent un travail iconographique sur l’œuvre d'Ipoustéguy.
Leur rencontre en 1978 avec Jean-Claude Lemagny, conservateur de la photographie contemporaine à la Bibliothèque Nationale, Paris, sera déterminante. En 1984, ils font partie des douze photographes de la Mission photographique de la DATAR sous la direction de Bernard Latarjet et François Hers.
En 1996, ils signent un double portrait d'Isabelle Mège.
D’autres commandes suivent, les sportifs de haut niveau de l’INSEP, le théâtre des Champs-Élysées pour la Caisse des Dépôts et Consignations, les 1 % du collège Paul-Klee de Thiais, Val-de-Marne, et de l’école maternelle Jean-Jaurès à Malakoff, dans les Hauts-de-Seine.
En 2008, ils créent, avec le peintre Olivier Le Bars et le graphiste Jacques Gaïotti, le collectif 103/ADLTMR.
Despatin & Gobeli travaillent régulièrement pour la presse (Le Magazine littéraire, Le Monde, La Tribune, Théâtre Magazine) qui leur commande des portraits de personnalités, écrivains, artistes, hommes politiques. Leurs photographies  sont distribuées par l'agence photographique Opale.
Ils photographient également pour le théâtre qui leur passe des commandes de reportage et de portrait : (La Comédie Française, Le Vieux Colombier, les Amandiers de Nanterre).

## Bourses et distinctions
- 1983 : Bourse de la Fondation nationale de la photographie.
- 1990 : Allocation (FIACRE), Ministère de la culture pour le projet sur les sportifs de haut niveau à l'INSEP.
- 1992 : Lauréats du premier Grand Prix de la Photographie de Scène, décerné dans le cadre du mois de la photo organisé par Espace Photographique de Paris Audiovisuel.

## Expositions

### Expositions personnelles
- 1984 : « Despatin - Gobeli » Musée Nicephore Nièpce à Chalon-sur-Saône[5].
- 1987 : « Despatin - Gobeli » Bibliothèque Nationale, Paris [6].
- 1992 : « Intérieurs d'écrivains » Bibliothèque Louis Aragon Choisy-le-Roi. et à la Bibliothèque Elsa Triolet / Aragon Argenteuil.
- 1993 : « Despatin & Gobeli »[7], série sur les sportifs de l'INSEP à l'Espace Photographique de Paris Audiovisuel.
- 1994 : « Portraits d'écrivains » Bibliothèque municipale et Inter Universitaire Clermont-Ferrand et Bibliothèque municipale André Malraux de Chartres
- 2001 : « Cirques » bibliothèque Pablo Neruda Malakoff.
- 2005 : « Nus sur socle » 16e Rencontres du Pays de Lorient galerie Tal-Coat Hennebont (rencontres organisées par la galerie Le Lieu de Lorient)[8].
- 2006 : « Cie » Hommage à Samuel Beckett  Editions Abstème & Bobance Espace Bergger, Paris

### Expositions collectives
- 1980 : Visage n° 1 (C. Acquart, Despatin & Gobeli), CMAC, Choisy-le-Roi
- 1985 : La Photo Créative, collection contemporaine de la Bibliothèque Nationale. Paris. (texte de Jean-Claude Lemagny)
- 1985 : La Photographie Contemporaine en France, Centre National des Arts Plastiques, Centre Georges-Pompidou.
- 1985 : Arts et Industries au Musée National des Monuments Français, Palais de Chaillot, Paris.
- 1985 : Paysages. Photographies, Travaux en cours de la Mission Photographique de la DATAR, Palais de Tokyo, Paris.
- 1985 : Un si grand âge…, Centre national de la photographie, Palais de Tokyo.
- 1988 : Tendances Actuelles de la Photographie en France, Centre national de la photographie, Institut français d'Innsbruck, Autriche.
- 1989 : Collection du Fonds national d'art contemporain, acquisitions 1988, Palais de Tokyo, Paris.
- 1989/90 : L'Invention d'un Art, Musée National d'Art Moderne, Centre Georges-Pompidou (texte de Jean-Claude Lemagny)
- 1990 : En train, Ministère de la culture, Association française pour la diffusion du patrimoine photographique, Palais de Tokyo.
- 1990 : Objectifs 1968-1988, Kinocentre, Moscou.
- 1993 : « Sept artistes à Choisy », Despatin & Gobeli, Eric Figuehenric, Olivier Le Bars, Christina Martinez, Michèle Schmitz, Ulrike Weiss, Eva Welletz, Bibliothèque Aragon, Choisy-le-Roi
- 1993 : A la recherche du père, Espace Photographique de Paris Audiovisuel.
- 1993 : Au pied du mur, centre d'information de la cité de chantier de la Bibliothèque Nationale, Paris
- 1996 : I fabuleuse et secrète collection d'Isabelle, Festival du Film Court de Brest.
- 1996 : Festival de l'image, Galerie du Pilier Rouge, Le Mans
- 1997 : De l'Autre Côté du Miroir, Autoportrait de photographes, Picto Bastille.
- 1997-1998 : Portraits Singulier Pluriels (1980-1997), Bibliothèque Nationale, Paris[9].
- 1998 : A la Bastille, Picto Bastille.
- 2000 : Cinéma en Coulisse, Bon Marché, Paris.
- 2004 : Exposition de la collection d'œuvres photographiques de la Caisse des Dépôts et consignations à Lisbonne au Centre Culturgest de la Caixa geral de depositos
- 2006 : Réinventer le visible, 20 ans de la photographie contemporaine en France 1985-2005, dans les collections de la Maison européenne de la photographie, Kunsthalle de Erfurt du 30 avril 2006 au 25 juin 2006.
- 2006 : Les Peintres de la vie moderne, Centre Pompidou donation, collection photographique de la Caisse des dépôts du 27 septembre au 27 novembre 2006
- 2007 : L'art du portrait, trois photographes et Jean Hucleux, exposition conçue et réalisée par Arselou et Johnson & Johnson Issy-les-Moulineaux
- 2010 : Le 35 rue Chevreul[10], Chaplet (céramiste), Lenoble (céramiste), Ipoustéguy (sculpteur), Despatin & Gobeli (photographes) Galerie de la bibliothèque Aragon 14 rue Waldeck-Rousseau, Choisy-le-Roi [11].
- 2012-2013 :La photographie en France, 1950-2000[12] à La Maison Européenne de la Photographie.

### Collections publiques
- Bibliothèque nationale de France : cabinet des Estampes, 1978-1998
- Musée Nicéphore-Niépce à Chalon-sur-Saône, 1984
- Bibliothèque municipale de Lyon (Fondation nationale de la photographie), 1984
- Fonds national d'art contemporain
- FDAC (Conseil général du Val-de-Marne) MAC VAL [13].
- Festival de l'Image du Mans
- Maison européenne de la photographie (Paris Audiovisuel) : Mep
- Caisse des Dépôts et Consignations

### Collections privées
- Collection Matthieu Jacquillat

### Ouvrages
- Jean-Claude Lemagny, La Photographie Créative, Les collections de photographies contemporaines de la Bibliothèque nationale, Édition Contrejour, 1985
- Paysages Photographies, La Mission photographique de la DATAR Travaux en cours, Éditions Hazan, 1985.
- Patrick Roegiers, L'écart Constant, récits, Édition Didascalies, 1986.
- Un si grand âge, Catalogue de l'exposition organisée par l'association des Petits Frères des Pauvres et le CNP, collection Photo Copie, 1987.
- Paysages photographies - En France les années quatre vingt, Mission photographique de la Datar, Éditions Hazan, 1989.
- L'invention d'un art, Éditions Adam Miro et Centre Georges Pompidou, 1989.
- En train, Collection Horizon/Ministère de la Culture, 1990.
- Chantal Meyer-Plantureux, La photographie de théâtre ou la mémoire de l'éphémère, Paris Audio, 1992.
- A la recherche du père, Espace photographique de Paris Audiovisuel, 1993.
- Despatin/Gobeli, catalogue édité à l'occasion de l'exposition sur les sportifs de haut niveau à l'Espace Photographique de Paris Audiovisuel, textes de Paul Fournel, Éditions Paris Audiovisuel, collection Passeport, 1993.
- Photographie d'une collection, œuvres photographiques de la Caisse des Dépôts et Consignations, éditions Hazan, 1997.
- Portraits, singuliers pluriels (1980-1997), le photographe et son modèle, Éditions Hazan / Bibliothèque nationale de France, 1997.
- Cie, Éditions Abstème & Bobance, 2006
- Réinventer le visible, 1985 - 2005, vingt ans de la photographie contemporaine en France, Kunsthalle d'Erfurt et La Maison européenne de la photographie, Paris
- La collection Choisy, dix ans de photographie contemporaine Archibook et sautereau éditeurs, ville de Choisy-le-Roi, 2007

### Catalogues / mémoires / thèses
- Visage n° 1,  C. Acquart, Despatin & Gobeli CMAC Choisy-le-Roi, 1980
- 1984, La Mission Photographique de la DATAR, Bulletin no 1, supplément de la revue Photographies, 1984
- 1984, La Mission Photographique de la DATAR, Bulletin no 2, supplément de la revue Photographies, 1984
- Despatin - Gobeli, Musée Nicéphore-Niépce, Chalon-sur-Saône, Ministère de la Culture - CNAP, 1984.
- Photographie Contemporaine en France, Centre National des Arts Plastiques Centre Georges-Pompidou, 1985.
- Portraits, Alain Blaise, Despatin & Gobeli, Hubert Haddad Service Municipal d'Arts Plastiques Choisy-le-Roi juin, juillet 1986.
- FDAC acquisitions 87 Val-de-Marne, Conseil général du Val-de-Marne, 1987
- Despatin et Gobeli, Galerie de Photographie de la Bibliothèque Nationale, Catalogue d'exposition, 1987.
- Tendances actuelles de la photographie en France, Centre national de la photographie, Ministère de la Culture, 1988.
- FDAC acquisitions 91 Val-de-Marne, Conseil général du Val-de-Marne, 1991
- Comédie Française Les Cahiers n°4 été 1992, La Comédie Française /P.O.L, 1992
- Au pied du mur, Centre d'information de la Bibliothèque de France, 1993
- FDAC acquisiations 93 Val-de-Marne, Conseil général du Val-de-Marne, 1994
- Poser...une question de temps, partie théorique du mémoire MST Image photographique dirigée par Dominique Baqué et présenté par José David Silva Serrano, Université Paris VIII, Saint-Denis, octobre 1996
- L’art du portrait, trois photographes et Jean Hucleux, catalogue conçu et réalisé par Arselou et Johnson & Johnson, Issy-les-Moulineaux, 2007

### Publications
- L'Autre Journal, no 2, janvier 1985
- Révolution, n° 267, 12 au 18 avril 1985
- Beaux Arts Magazine, n° 25, juin 1985
- Le Monde (Patrick Roegiers), 3 janvier 1987
- Photographie Magazine, n° 52, sept/oct 1993
- Beaux Arts Magazine, n° 233, oct 2003
- Brèves, n°81, 2007

## Multimédias

### CD-Rom
- L’Espace Photographique de Paris, journal d’une création Production Maison européenne de la photographie Paris Audiovisuel, 1999.
- Photographie d’une collection, Œuvres photographiques de la Caisse des dépôts et consignations, 2000.
- Collection du Musée d'Arts Contemporain du Val de Marne, MAC VAL, 2005

### Filmographie
- Territoires Photographiques Portraits de français par Despatin /Gobeli (durée 8 min), réalisation : Didier Deleskiewicz, coproduction : INA avec la participation de la DATAR et du ministère de la Culture.
- Regard croisé Film anglais pour la télévision, réalisé par Chris Goddard, coproduit par Channel Four et FR3 Océanic.

### Vidéos
- 40 ans - 40 jours, réalisé par J.L. Mingalon pour ARTE, émission Métropolis.
- Despatin/Gobeli, entretien avec Jean-Luc Monterosso, production Maison européenne de la photographie Espace Photographique de Paris Audiovisuel.